# Port Jackson
Pour les articles homonymes, voir Jackson.
Port Jackson, Sydney Harbour ou la baie de Sydney est le port naturel de Sydney en Australie. Il s'agit d'une ria s'avançant de 19 kilomètres à l'intérieur des terres de la Nouvelle-Galles du Sud. Notamment traversé par le Harbour Bridge, il est connu pour sa beauté et est aussi, en particulier, l'emblème de la ville et de l’Australie entière, avec l'opéra de Sydney situé sur ses rives.

## Géographie
La géographie de l'Australie englobe une grande variété de régions biogéographiques. Il s'agit du plus petit continent du monde, tout en constituant le sixième plus grand pays du monde. La population australienne est concentrée le long des côtes est et sud-est,.
Les principaux cours d'eau qui se jettent dans la baie sont la Parramatta, la Lane Cove et la rivière Duck.

## Histoire

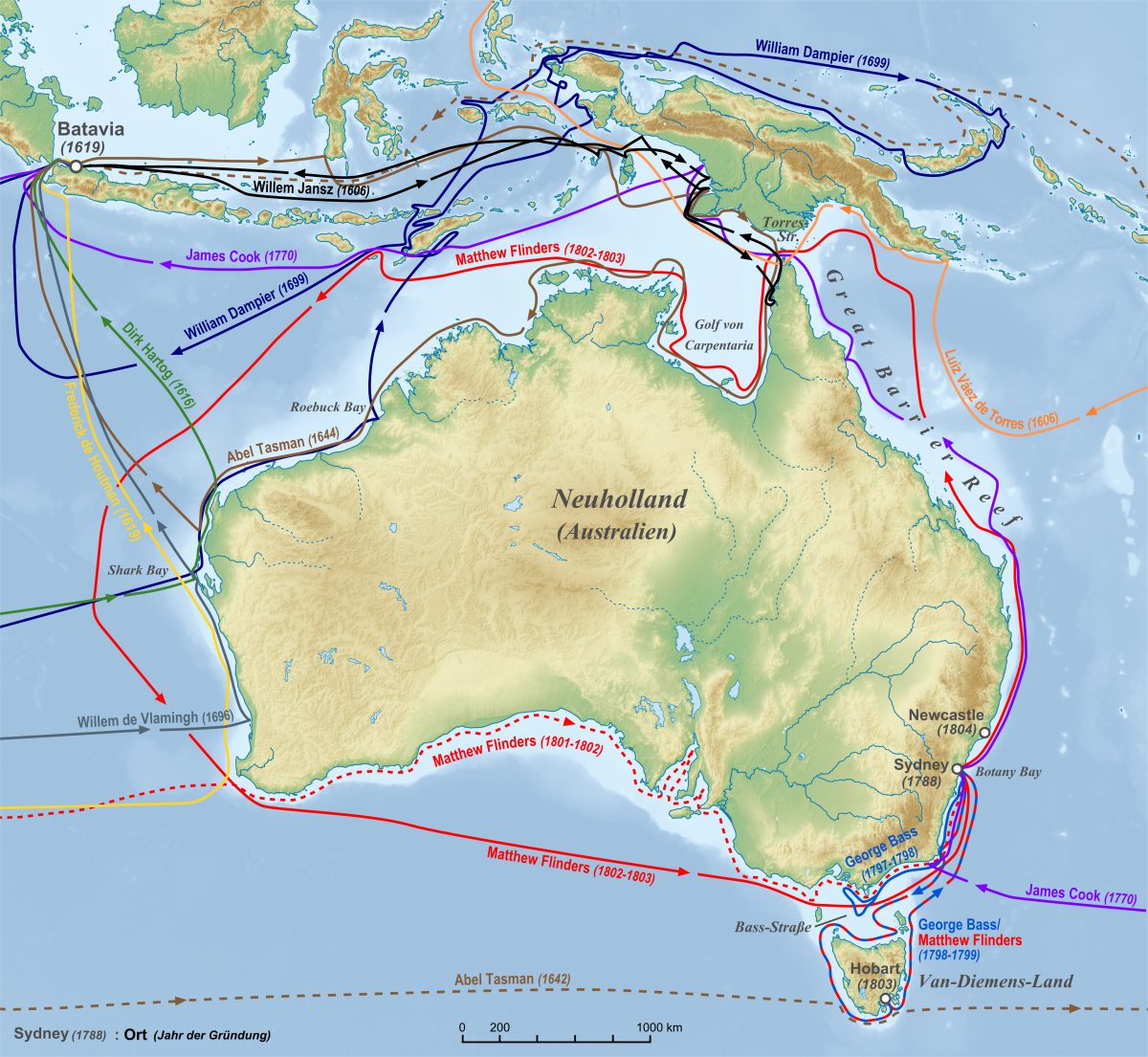
Navigateurs européens d'avant 1813.

Emplacement de la première colonie européenne en Australie, le port a continué à jouer un rôle clé dans l'histoire et le développement de Sydney.
Les rapports élogieux que fait James Cook au sujet de ces nouvelles terres à son retour en Grande-Bretagne suscitent l'intérêt, du fait qu'elles offrent une solution aux problèmes de surpopulation que connaît alors la Grande-Bretagne, problèmes d'autant plus graves à l'époque qu'elle vient de perdre ses colonies américaines. 
C'est ainsi que, le 13 mai 1787, la First Fleet de la Royal Navy quitte Portsmouth avec Botany Bay pour destination. En août 1789, Pierre-Édouard Lémontey commente :

« D'un vil ramas de forçats sortira peut-être une nation forte et laborieuse, comme autrefois un essaim de brigands fonda l'empire des Césars... La position de la Nouvelle-Hollande en fera un jour le rendez-vous de l'univers. Une colonie Anglaise en appellera bientôt d'autres sur ses côtes fertiles ; la Chine y déposera peut-être ce superflu de population qui est la cause de sa faiblesse ; le solitaire Japonais viendra s'y mêler à la grande famille humaine ; l'Européen et le Malais, l'Américain et l'Asiatique s'y rencontreront sans étonnement. »

— Pierre-Édouard Lémontey, Éloge de Jacques Cook
Le port est utilisé au cours des feux d'artifice du nouvel an et comme départ de la course Sydney-Hobart.

## Galerie

Diverses vues de la baie
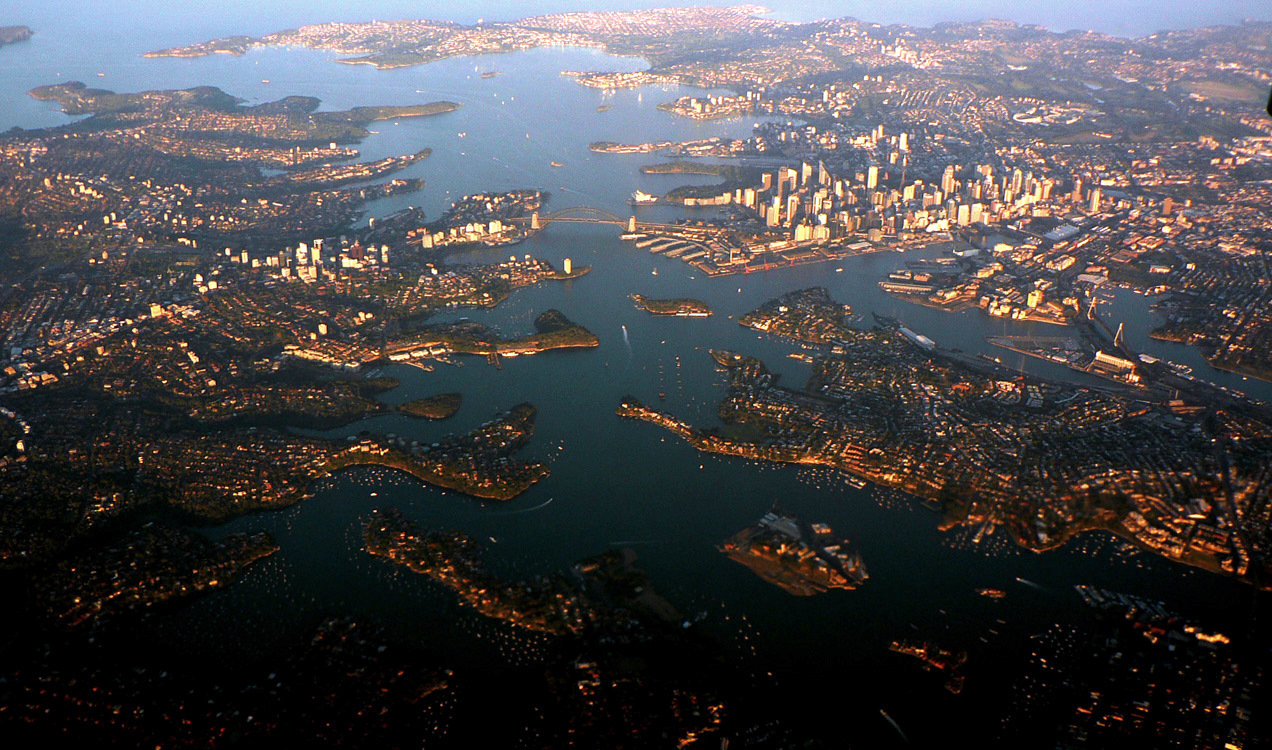
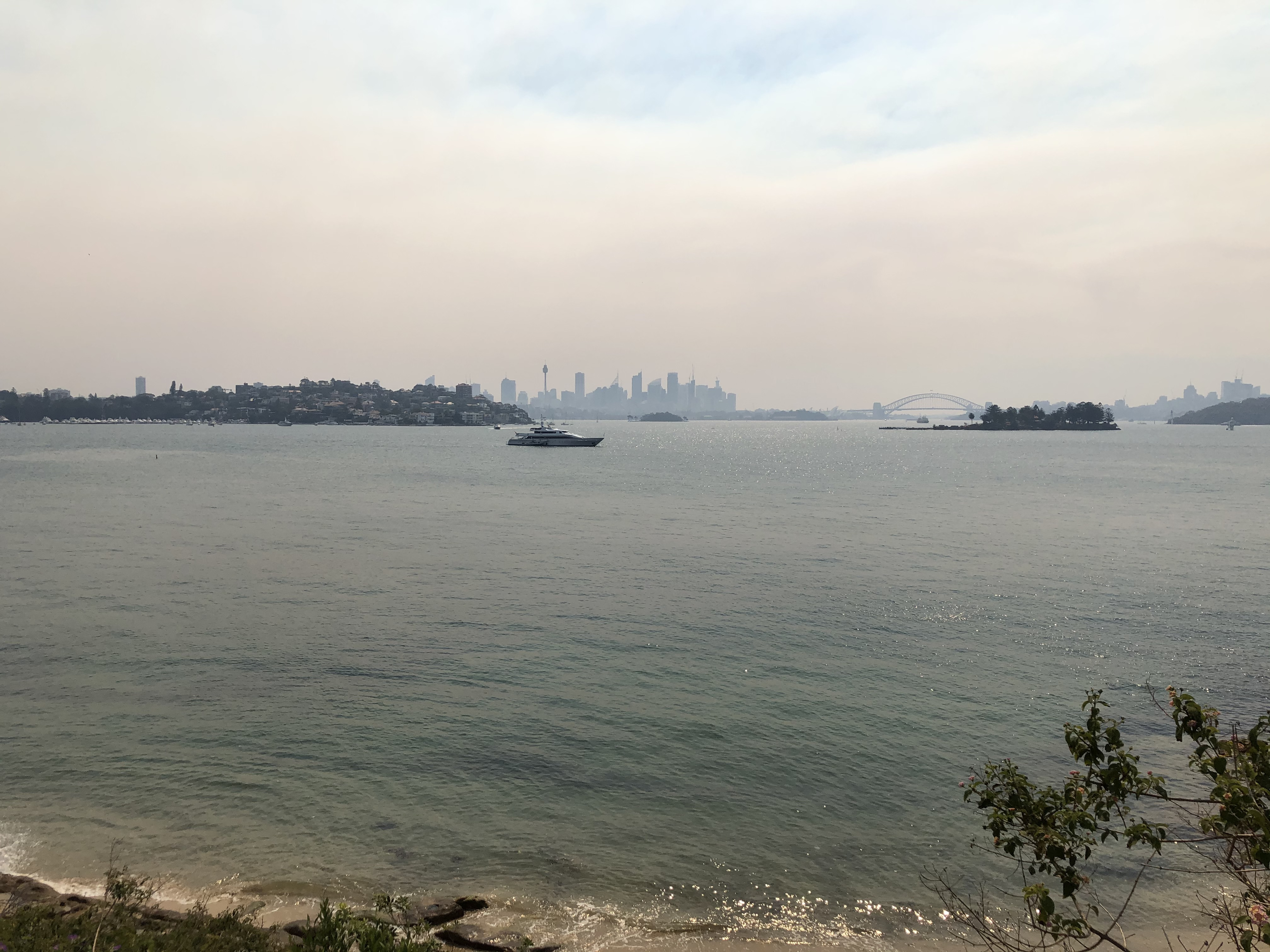
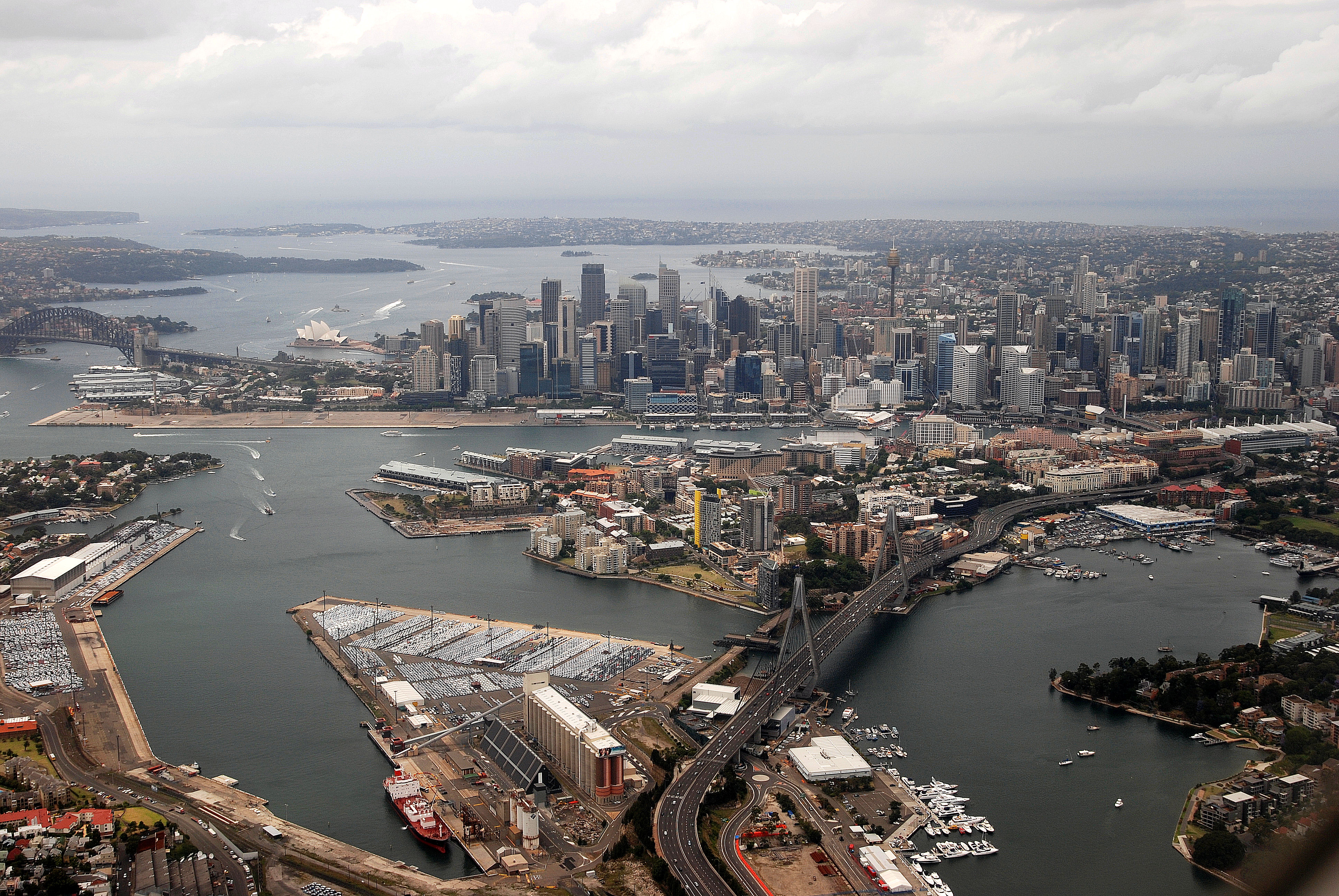
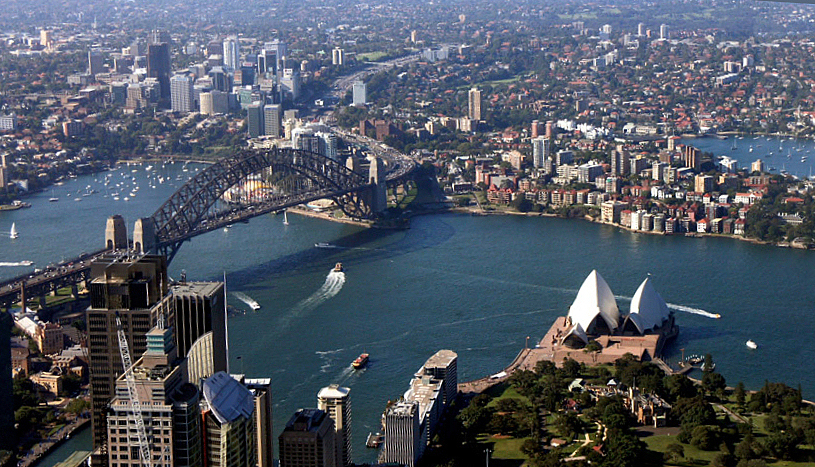
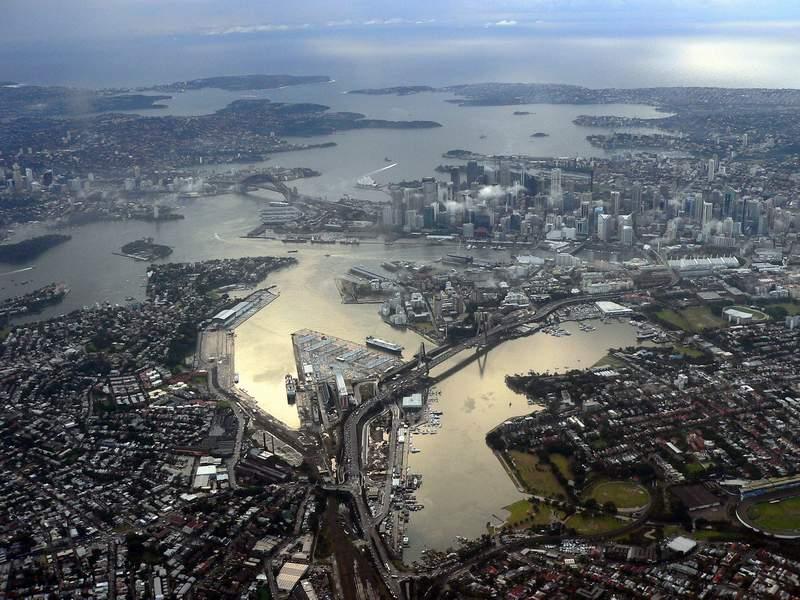
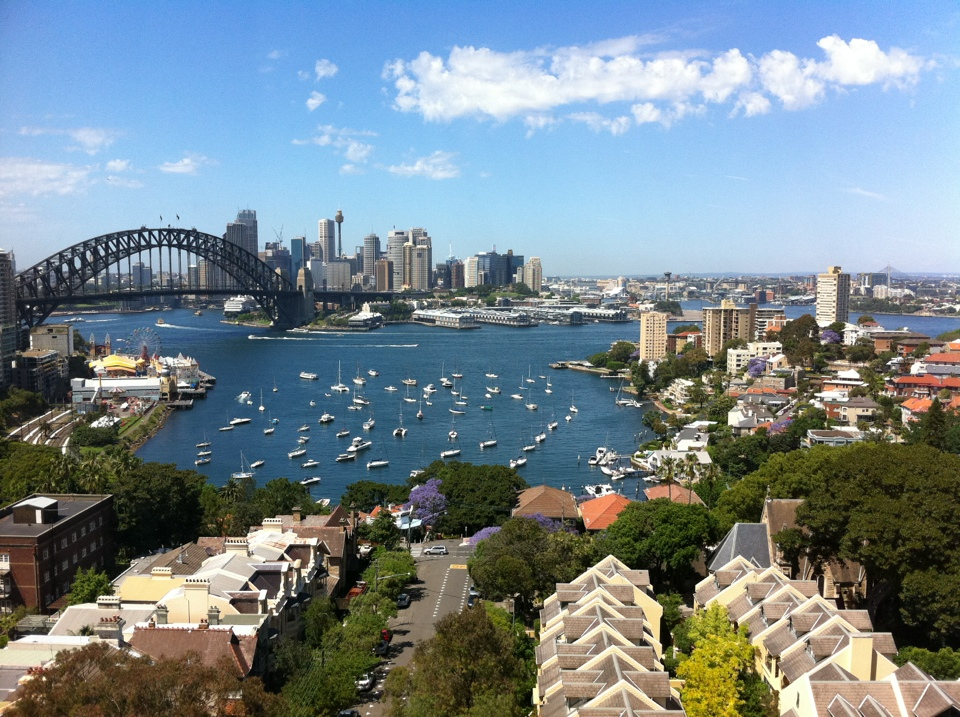
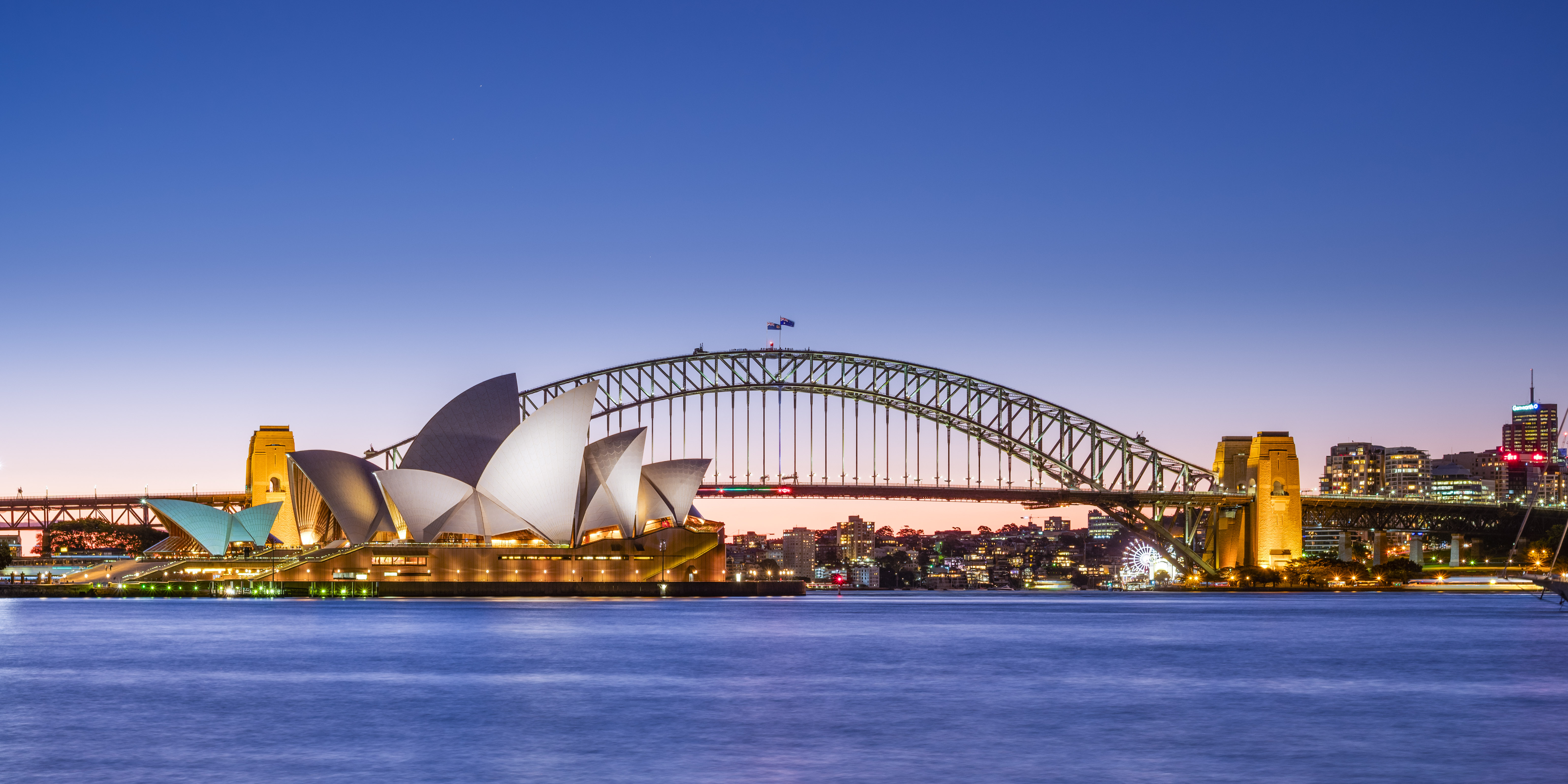
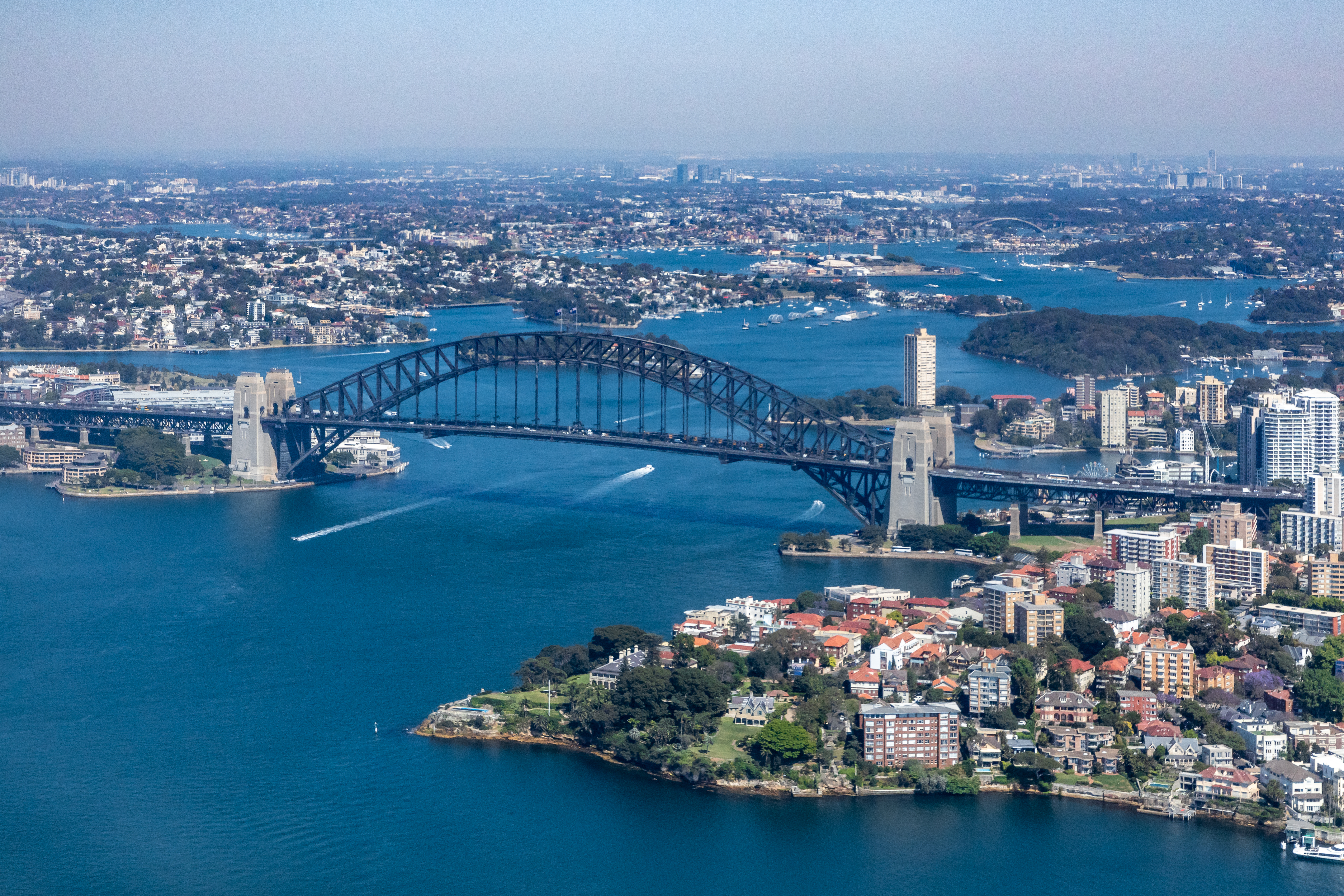
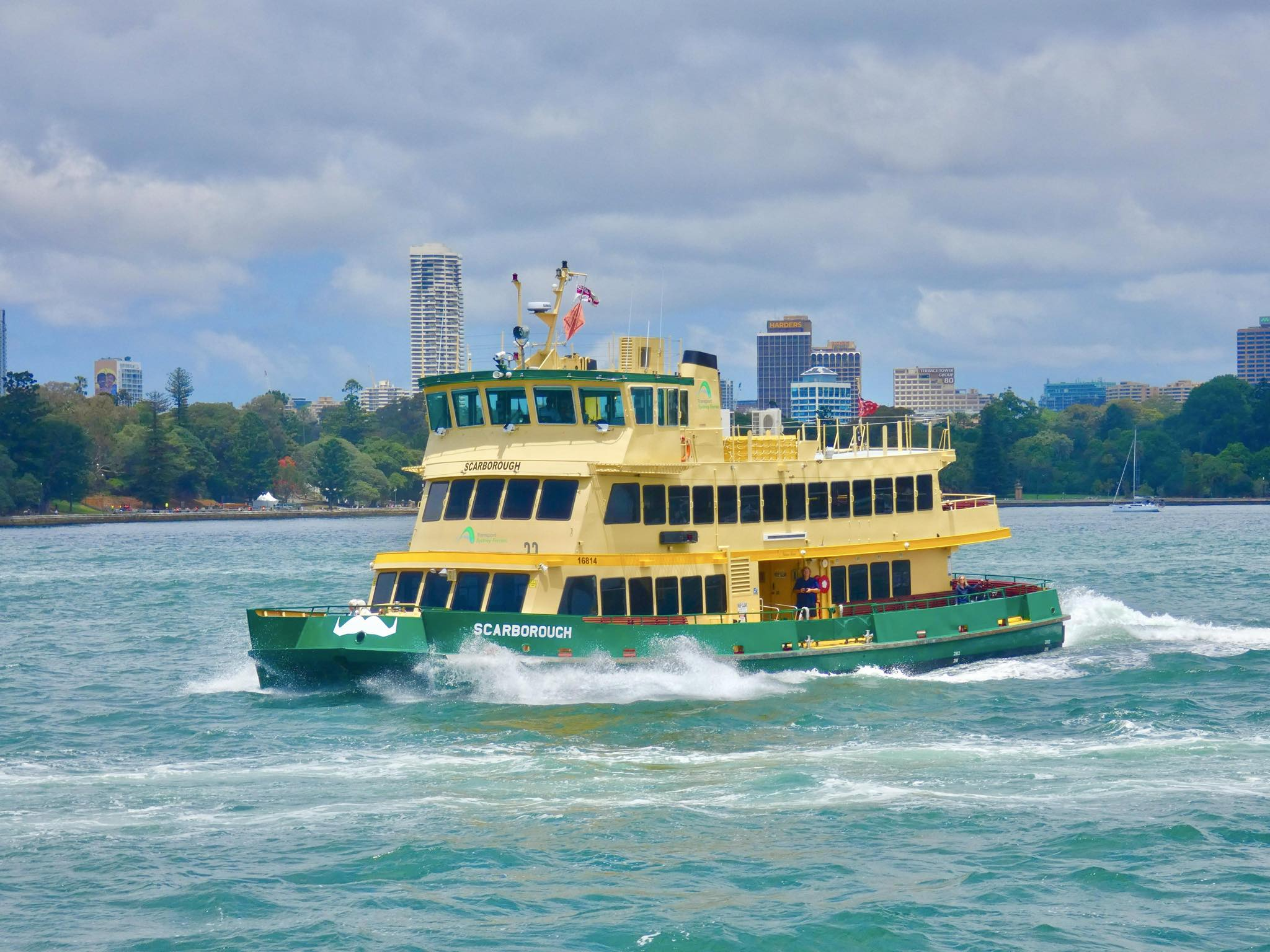
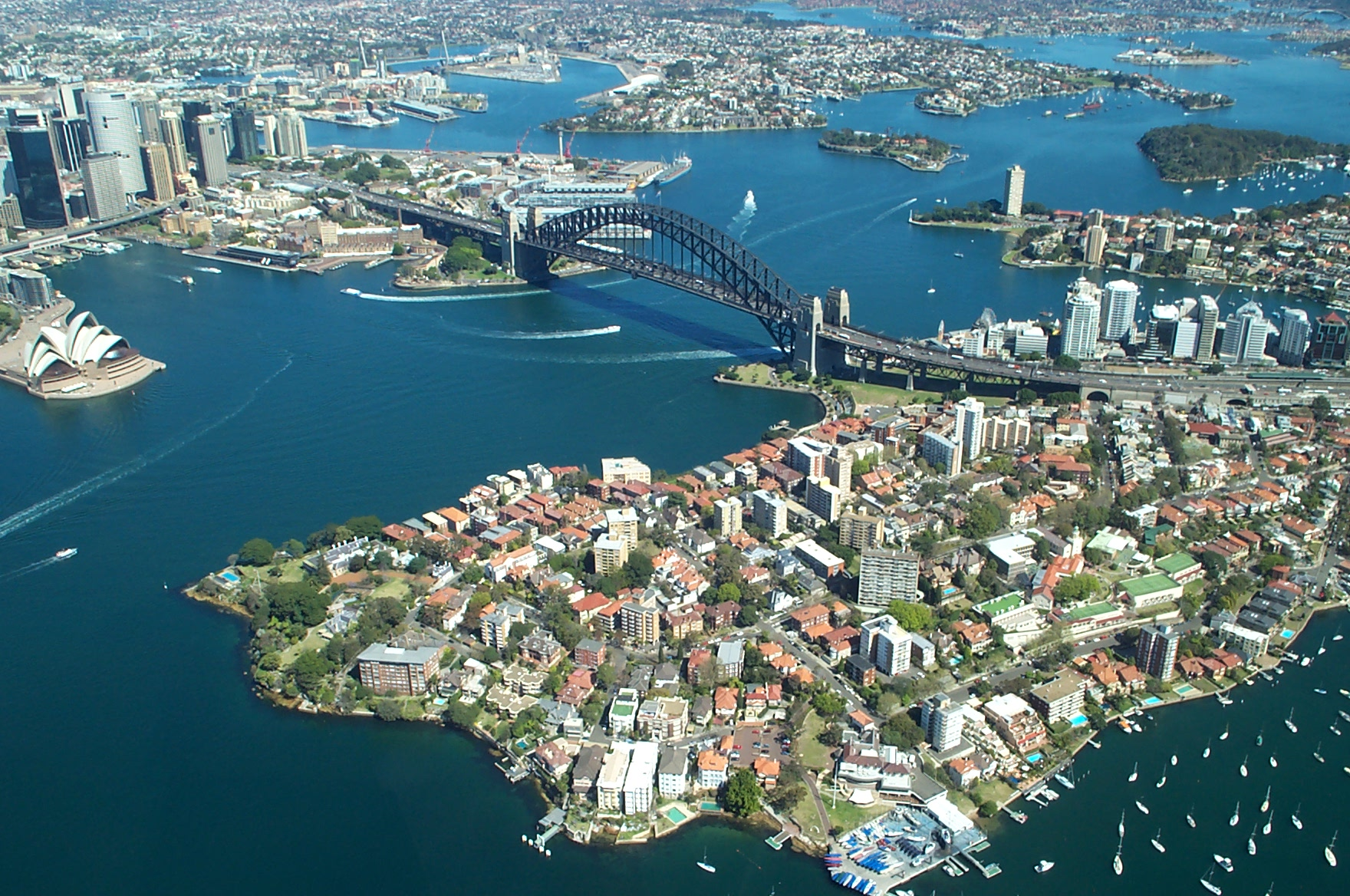
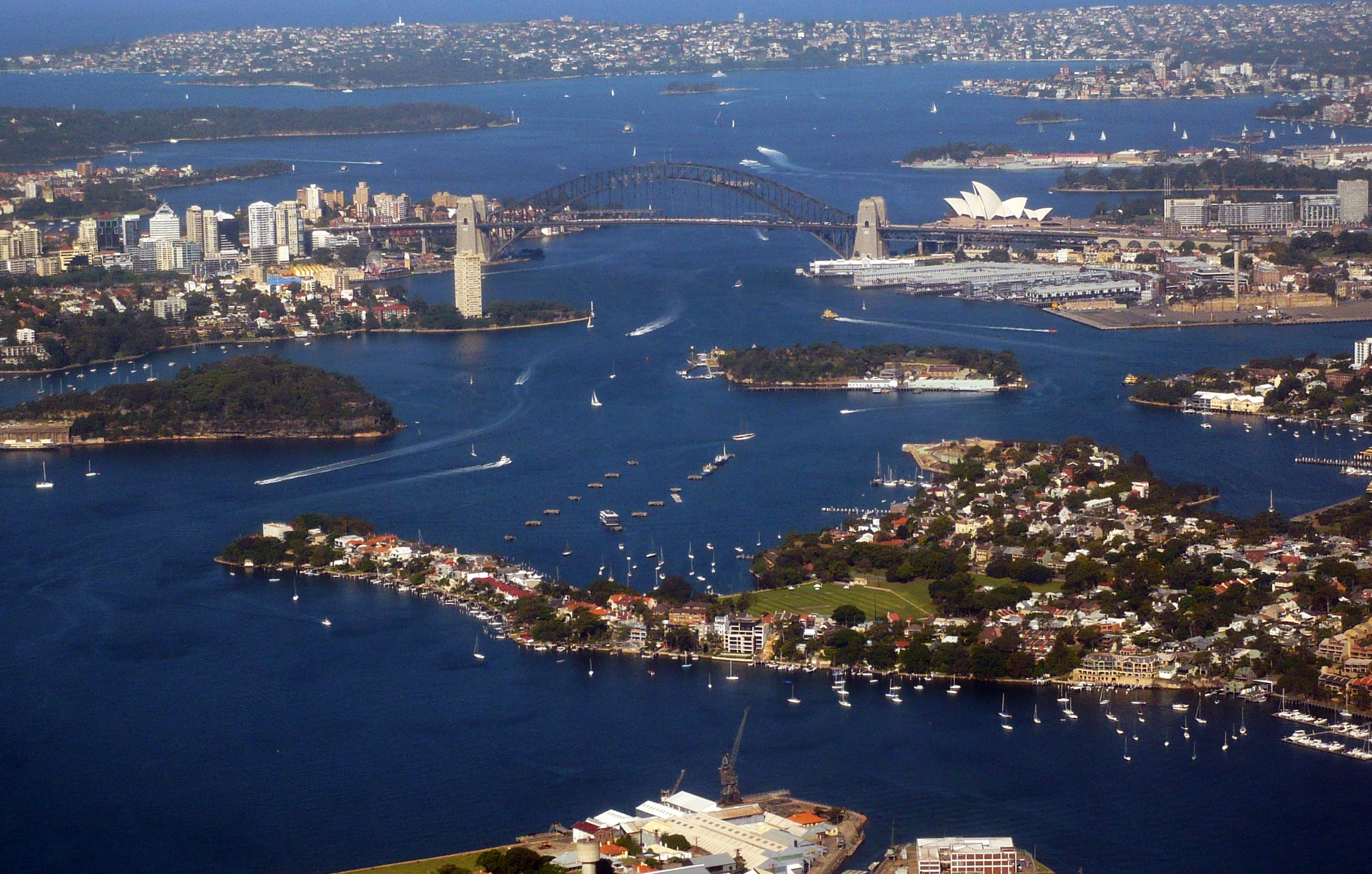